# Демівщина
Де́мівщина — село в Україні, у Обухівському районі Київської області. Населення становить 505 осіб. Через село протікає річка Леглич.

## Історія
Станом на 1885 рік у колишньому власницькому селі Великоприцьківської волості Канівського повіту Київської губернії мешкало 1736 осіб, налічувалось 229 дворових господарств, існували православна церква, школа, 2 постоялих будинки, водяний млин.
За переписом 1897 року кількість мешканців зросла до 2371 особи (1150 чоловічої статі та 1221 — жіночої), з яких 2329 — православної віри.
Клірові відомості, метричні книги, сповідні розписи церкви св. Іллі с. Демівщина Богуславського, з 1846 р. Великоприцківської волості Канівського пов. Київської губ. зберігаються в ЦДІАК України. http://cdiak.archives.gov.ua/baza_geog_pok/church/demi_002.xml [Архівовано 22 липня 2019 у Wayback Machine.]